# Sinopodisma kelloggii
Sinopodisma kelloggii är en insektsart som först beskrevs av Chang, K.S.F. 1940.  Sinopodisma kelloggii ingår i släktet Sinopodisma och familjen gräshoppor. Inga underarter finns listade i Catalogue of Life.